# Засада на чеченских милиционеров у Аршты
Засада на чеченских милиционеров у Аршты — эпизод борьбы с терроризмом на Северном Кавказе, произошедший 4 июля 2009 года в Сунженском районе Ингушетии. В ходе нападения боевиков под руководством «эмира Ингушетии» Рустамана Махаури была разгромлена колонна батальона патрульно-постовой службы Ачхой-Мартановского района Чечни.
В результате этого нападения из засады были убиты девять и ранены десять чеченских милиционеров.

## Ситуация в Ингушетии в 2009 году
В первой половине 2009 года Ингушетия являлась самым неспокойным регионом на всем Северном Кавказе. За полгода в Ингушетии в результате 58 вооружённых нападений было убито 37 и ранено 79 военнослужащих и сотрудников правоохранительных органов. Также было совершено не менее 39 убийств мирных жителей. Были похищены 10 человек, из них четверо найдены мёртвыми. Всего же за первую половину 2009 года в ходе боестолкновений, обстрелов и диверсий на Северном Кавказе погибли не менее 87 сотрудников силовых органов, 145 боевиков и 62 мирных жителя.
16 апреля на территории Чечни был отменён режим контртеррористической операции. Однако ситуация в целом на Северном Кавказе продолжала оставаться сложной. Уже в день отмены режима КТО, 16 апреля, произошёл бой в Шатойском районе Чечни между подразделениями МВД и боевиками. 15 мая у здания МВД Чечни в Грозном террорист-смертник привёл в действие взрывное устройство, в результате чего погибло четыре человека и пять были ранены. В ответ на это президент Чечни Рамзан Кадыров объявил о начале масштабной спецоперации в горной части Чечни и на сопредельной территории Ингушетии с участием подразделений МВД и федеральных сил.

## Развитие событий
С начала июня 2009 года для борьбы с боевиками на помощь МВД Ингушетии были отправлены сводные отряды МВД Чечни. Чеченские милиционеры совместно с ингушскими сотрудниками и прикомандированными милиционерами из других регионов России участвовали в проведении спецопераций против бандформирований на территории республики Ингушетия.
В 8:45 утра 4 июля в лесу между селениями Аршты и Чемульга Сунженского района Ингушетии в засаду боевиков попала автоколонна с сотрудниками батальона ППС РОВД Ачхой-Мартановского района Чечни, состоявшая из четырёх микроавтобусов УАЗ-452, и внедорожника УАЗ-469. Стрельба велась из трёх точек из автоматов, пулемётов и гранатомётов — вероятно, из окраины села Аршты и из лесного массива, окружающего лесную дорогу. В результате интенсивного огня боевиков три УАЗ-452 полностью сгорели. Четвёртый, в котором находился глава администрации Аршты, успел проскочить зону огня. Боевики скрылись в лесном массиве. От полученных ранений и ожогов погибли девять человек. Ещё десять получили ранения различной степени тяжести. Большинство погибших и пострадавших были уроженцы Урус-Мартановского и Ачхой-Мартановского районов Чечни.
По заявлению пресс-службы МВД Ингушетии: «Мы склоняемся к версии, что автоколонна попала в хорошо спланированную засаду. По ним стреляли по меньшей мере с трёх точек из автоматов, пулемётов и гранатомётов». По заявлению того же источника, в первой машине, внедорожнике УАЗ-469, находился глава администрации селения Аршты, а в четырёх микроавтобусах — сотрудники ППС Ачхой-Мартановского ОВД Чечни. Как заявил журналистам министр внутренних дел России Рашид Нургалиев, среди бандитов, напавших на автоколонну милиционеров в Ингушетии, могут быть иностранные наёмники и главари бандформирований. По его словам, об этом свидетельствует степень дерзости и агрессивности, с которой действовали бандиты. «Характер нападения на колонну с милиционерами свидетельствует о том, что акция была спланирована и проведена профессионалами», — подчеркнул Нургалиев.
При нападении боевиков на автоколонну был также повреждён газопровод. По сообщению МЧС республики Ингушетия, на газопроводе возник пожар, но его сразу же удалось потушить.

## Реакция
По факту нападения бандитов на автоколонну из засады СКП РФ возбудил уголовное дело по статьям 317 и 222 УК РФ. В Сунженский район Ингушетии, где была обстреляна колонна с милиционерами из Чечни, были переброшены дополнительные оперативно-следственные группы из Грозного, местная милиция переведена на усиленный режим несения службы. По словам министра МВД, в районе была начата «широкомасштабная комплексная спецоперация по уничтожению боевиков, сам район блокирован». Министр внутренних дел РФ Рашид Нургалиев отметил, что в составе боевиков, совершившей это кровавое нападение, могли быть иностранные наёмники и главари бандформирований.
Президент Чечни Рамзан Кадыров обвинил в организации нападения на колонну милиционеров эмира виртуального государства «Имарат Кавказ» Доку Умарова. Распоряжением президента Чеченской Республики Рамзана Кадырова в республике были отменены все развлекательные, музыкальные, светские мероприятия. Р. Кадыров выступил по поводу расстрела колонны на совещании с командным составом подразделений, участвующих в спецоперации по уничтожению боевиков: «Я официально заявляю, что те, кто причастен к этому преступлению, найдут свою смерть в этом лесу». «Милиционеры героически погибли от рук бандитов, участвуя в ликвидации террористов. Это тяжёлая утрата, но они погибли за то, чтобы два народа — чеченский и ингушский — жили в мире». Президент Чечни поставил перед участниками совещания задачу принять жесткие меры, чтобы установить причастных к обстрелу милиционеров.
Глава МВД Чечни Руслан Алханов заявил, что боевики не уйдут от возмездия. Он отметил, что для проведения спецоперации привлекаются сотрудники МВД с высоким чувством патриотизма, которые готовы защитить Родину. Спустя несколько часов после происшествия, район, где бандитская группа расстреляла автоколонну с чеченскими милиционерами, был блокирован подразделениями силовиков. По сути, началась широкомасштабная операция по уничтожению боевиков.

## Разгром бандформирования
Уже к вечеру 4 июля чеченские и ингушские милиционеры в селении Даттых Сунженского района Ингушетии блокировали бандгруппу численностью до 20 человек. В ночь с 4 на 5 июля по позициям боевиков вёлся огонь из артиллерии, в том числе использовались миномёты, а с утра в воскресенье начались оперативно-поисковые мероприятия. С 5 на 6 июля бандгруппе удалось выйти из села, но вскоре они были блокированы в лесу возле села Аршты.
8 июля министр МВД Чечни Руслан Алханов объявил, что в ходе спецоперации было уничтожено четыре боевика, причастных к расстрелу колонны и ещё один захвачен в плен. «По нашим сведениям, среди боевиков есть ещё убитые, но поиски тел затруднены из-за густоты леса, в котором проводится спецоперация», — отметил Алханов. По его словам, один из убитых — Азамат Махаури, родной брат так называемого «министра обороны Ичкерии» Рустамана Махаури, задержанного ранее. Как заявил Рамзан Кадыров, «в районе селения Аршты в ходе спецоперации уничтожен главарь бандитов Азамат Махаури по кличке „Ясир“, называвший себя эмиром Ингушетии. Вместе с ним уничтожено ещё три участника банды». При этом один из уничтоженных боевиков имел при себе паспорт гражданина Казахстана на имя Исмаила Джабарова. Кадыров добавил, что информацию о местонахождении бандитов предоставил задержанный ранее министр обороны «Имарата Кавказ» Рустаман Махаури. В итоге спецоперации группировка боевиков была разбита и рассеяна.

## Память
Президент Чечни Кадыров заявил, что семьи погибших и раненых сотрудников Ачхой-Мартановского РОВД должны чувствовать постоянную опеку со стороны власти. «Улицы населённых пунктов, где проживали погибшие милиционеры, а также школы, в которых они учились, должны быть названы их именами, они этого заслужили, а мы не имеем право забывать о них», — сказал президент Чечни на встрече с министром МВД Чечни Р. Алхановым. Также он поручил министру подготовить предложения о представлении погибших сотрудников к наградам. 11 июля 2009 года президент Чечни наградил самой высокой республиканской наградой — орденом Кадырова — командира батальона ППС Ачхой-Мартановского райотдела милиции Валида Бацилова, бойцы которого были расстреляны 4 июля в районе селения Аршты. Кадыров также передал ему в подарок ключи от автомашины.